# مصافحة

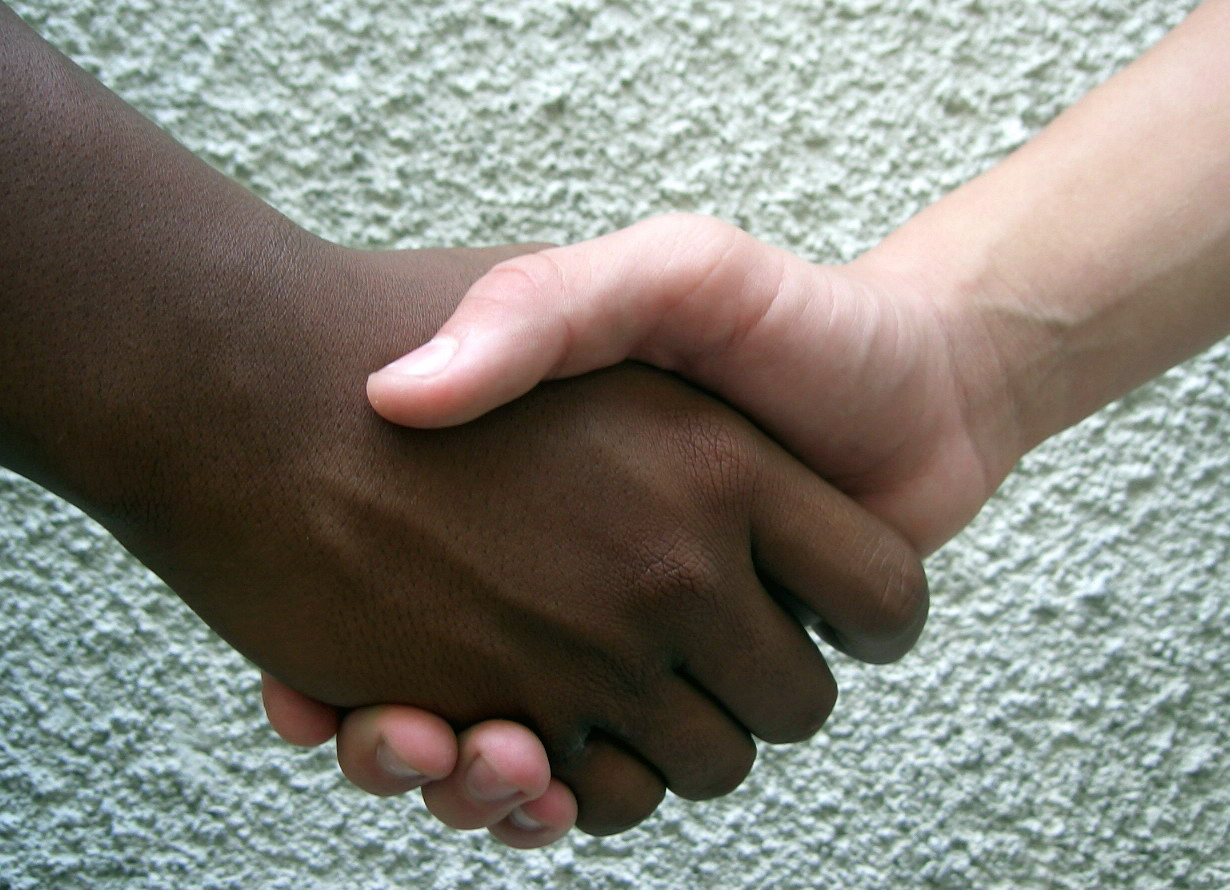
إنسانان يتصافحان

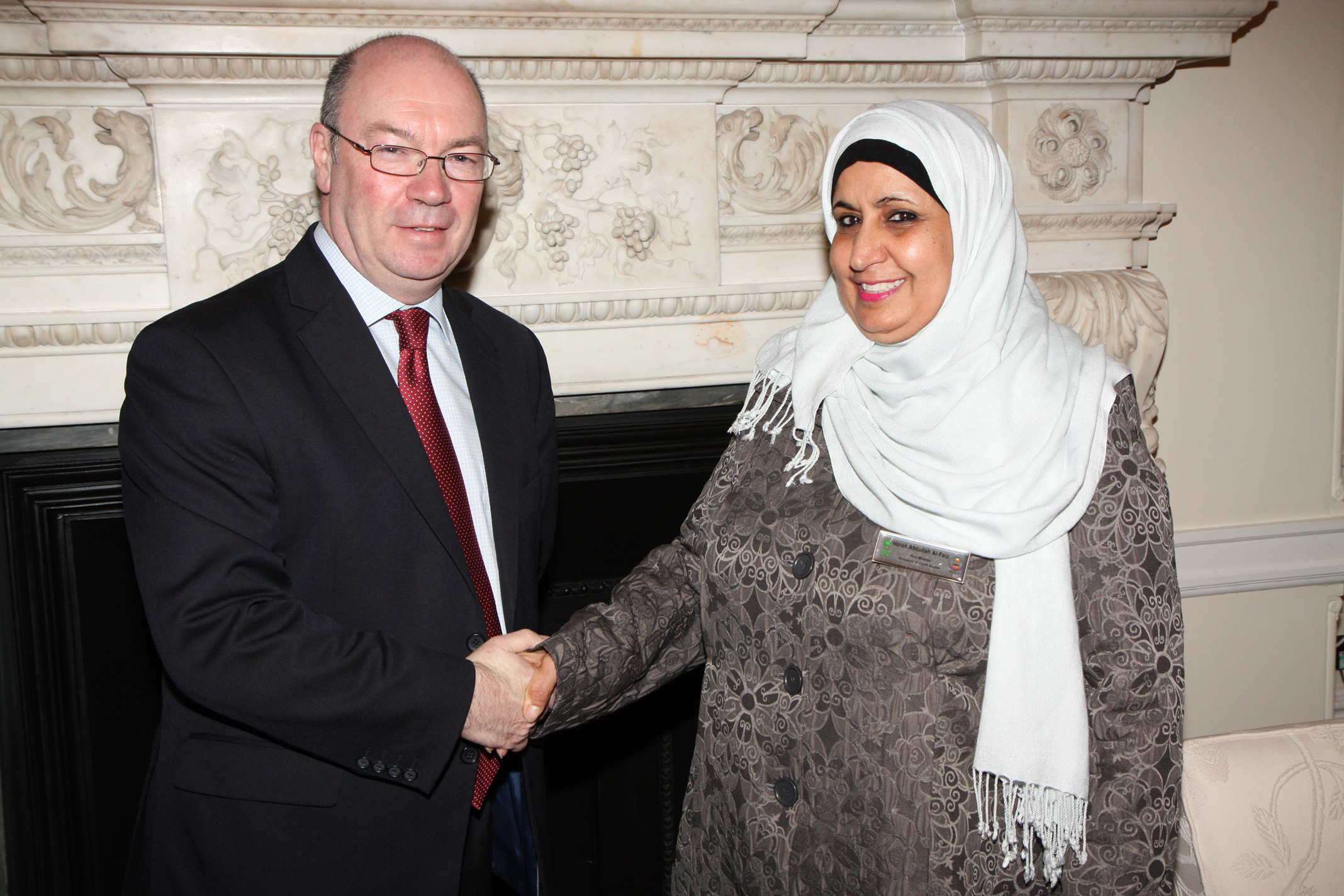
المصافحة من العادات الرسمية في الثقافة الإنسانية والدولية الحديثة

المصافحة تعني التقاء الأيدي، وهي تعببر عن التحية أو الوداع أو عقد اتفاق، وغالباً يُصاحباً تحريك لأعلى ولأسفل وتحريك بشكلٍ سريع، ينبغي السلام باليد اليُمنى وهو من أشكال الأدب المُتعارف عليه عن المصافحة، وهي شائعة عند غالبية ثقافات ومجتمعات العالم.

## معرض صور

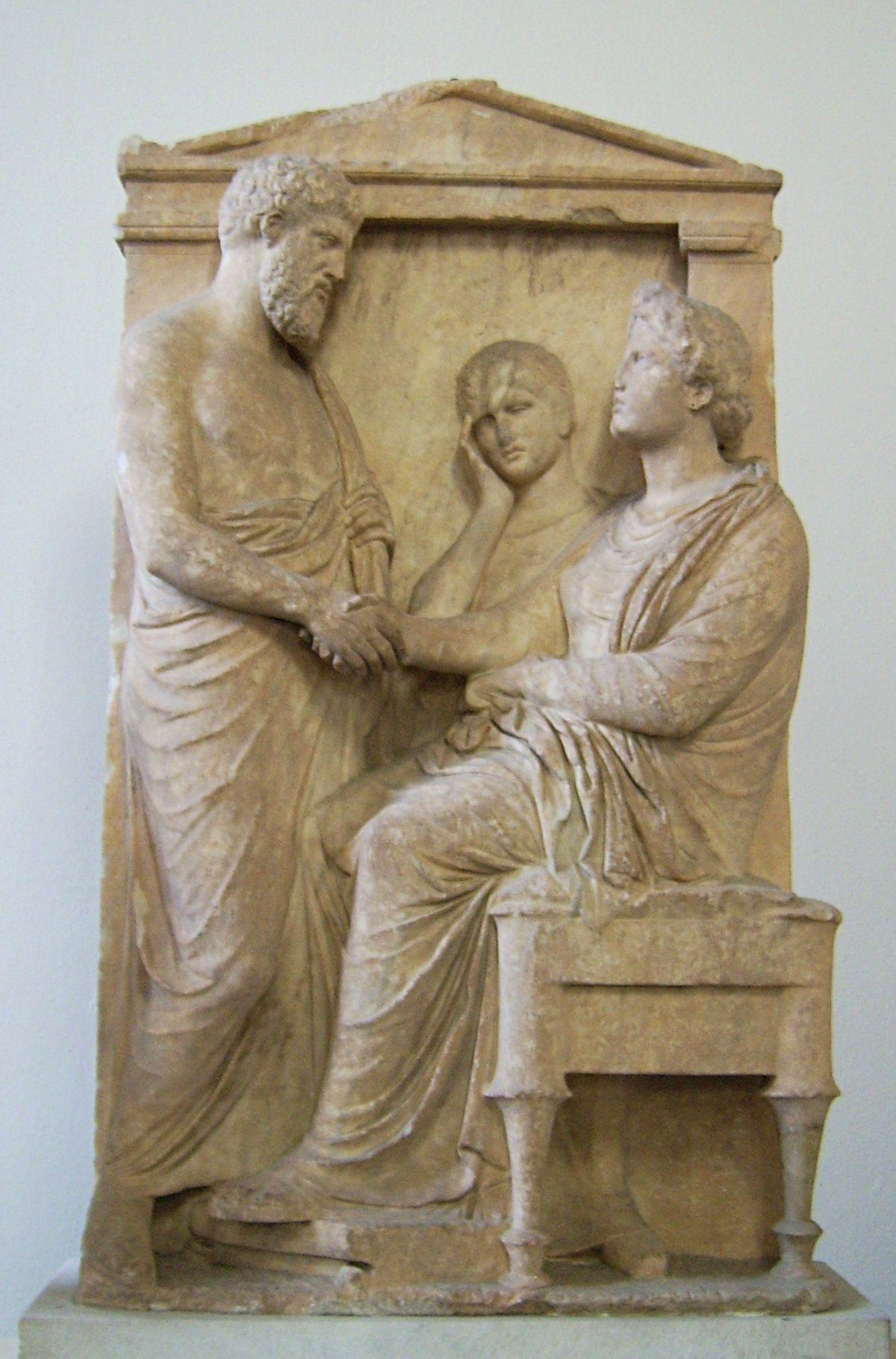
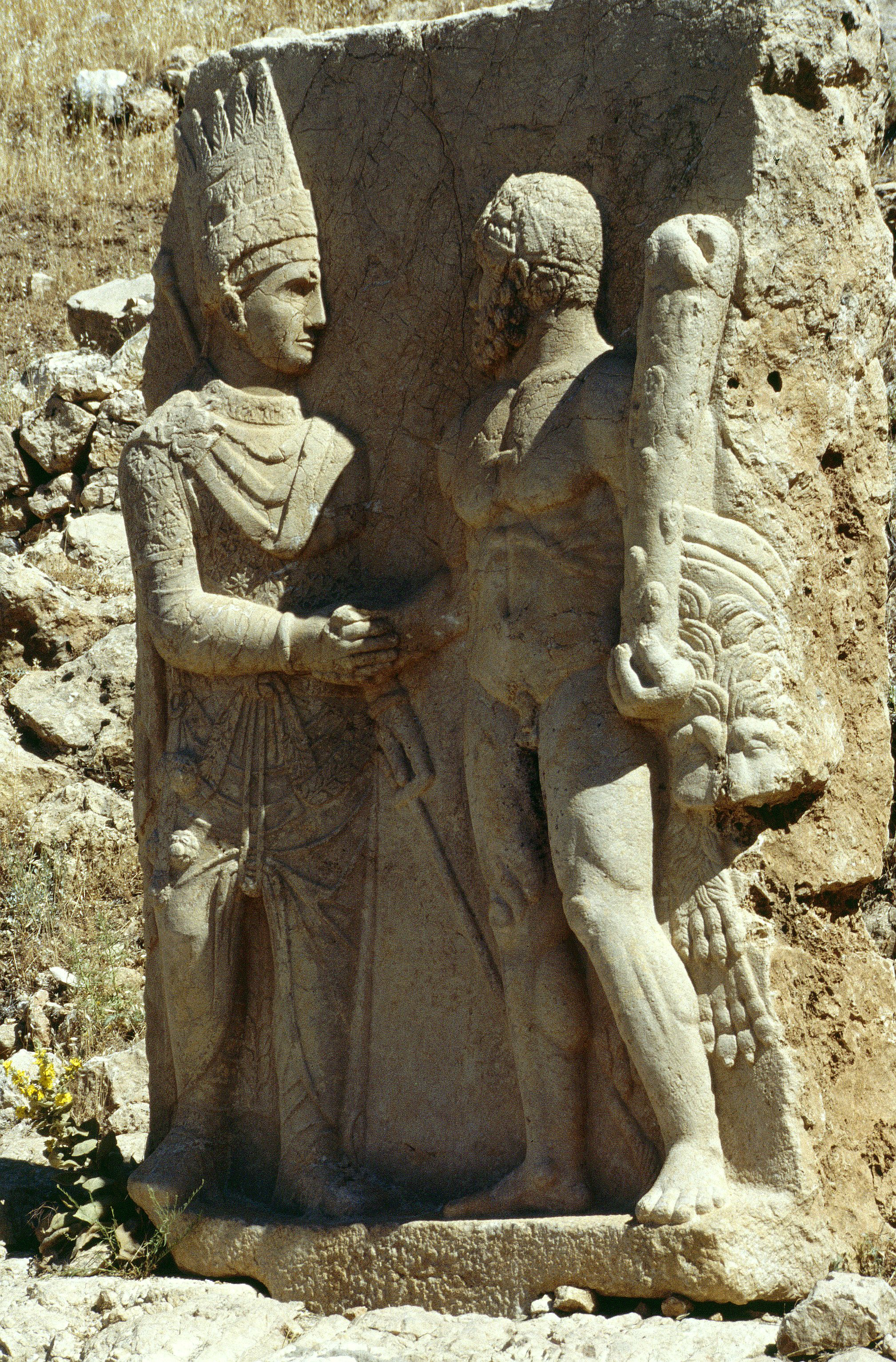
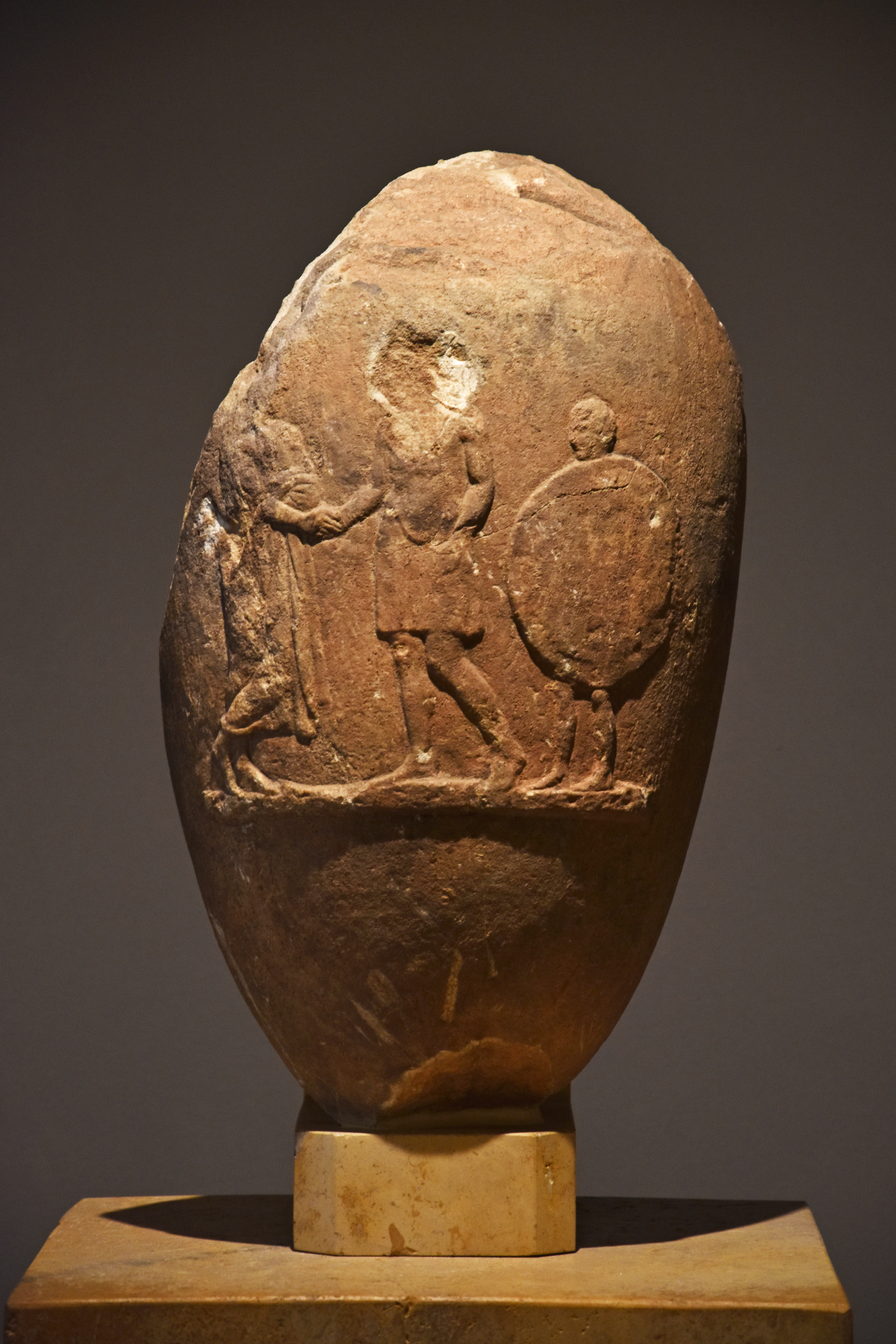

## روابط خارجية
- http://arabic.islamicweb.com/sunni/handshake.htm